# Potyviridae
Die Potyviridae sind eine Familie von RNA-Viren, die mehr als 30 % der bekannten Pflanzenviren stellen. Einige Vertreter besitzen eine agrarwirtschaftliche Bedeutung als Pathogene von Nutzpflanzen.
Der Name leitet sich vom Kartoffel-Virus Y (Potato virus Y) als früherer Typspezies der Familie ab.

## Eigenschaften

Genomkarte der Gattung Potyvirus

Potyviridae besitzen ein RNA-Genom positiver Polarität, das in einem stabförmigen (filamentösen) Kapsid verpackt wird. Potyviridae erzeugen in der Wirtszelle aus einem Protein von etwa 70 Kilodalton zylindrische Einschlusskörperchen, die als pinwheels (engl. für ‚Windrad‘) bezeichnet werden.

## Systematik

### Innere Systematik
Die Potyviridae werden aufgrund der Homologie des Kapsidproteins in acht Gattungen (Genera) eingeteilt, von denen nur die Bymoviren ein doppelsträngiges Genom besitzen: Die folgende Gliederung in Gattungen der Potyviridae folgt den Vorgaben des International Committee on Taxonomy of Viruses (ICTV) mit Stand November 2018, Als Beispiel angegeben ist jeweils die Typusspezies:
Familie Potyviridae
- Genus Arepavirus (2 Spezies)
  - Spezies Areca palm necrotic ringspot virus (ANRSV)
  - Spezies Areca palm necrotic spindle-spot virus (ANSSV)

- Genus Bevemovirus (1 Spezies)
  - Spezies Bellflower veinal mottle virus (BVMoV)

- Genus Brambyvirus (1 Spezies)
  - Spezies Blackberry virus Y (BVY)

- Genus Bymovirus (6 Spezies)[7]
  - Spezies Barley mild mosaic virus (BaMMV)
  - Spezies Barley yellow mosaic virus (BaYMV)
  - Spezies Oat mosaic virus (OMV)
  - Spezies Rice necrosis mosaic virus (RNMV)
  - Spezies Wheat spindle streak mosaic virus (Weizenspindelstrichelmosaikvirus, WSSMV) mit den Isolaten South und OH-1
  - Spezies Wheat yellow mosaic virus (WYMV)

- Genus Celavirus (1 Spezies)
  - Spezies Celery latent virus (CeLV)

- Genus Ipomovirus (7 Spezies)
  - Spezies Cassava brown streak virus (CBSV)
  - Spezies Coccinia mottle virus (CocMoV)
  - Spezies Cucumber vein yellowing virus (CVYV)
  - Spezies Squash vein yellowing virus (SqVYV)
  - Spezies Sweet potato mild mottle virus (ehem. Typus, SPMMV)
  - Spezies Tomato mild mottle virus (TMMoV)
  - Spezies Ugandan cassava brown streak virus (UCBSV)

- Genus Macluravirus (11 Spezies)
  - Spezies Maclura mosaic virus (ehem. Typus, MacMV)

- Genus Poacevirus (3 Spezies)
  - Spezies Caladenia virus (CalVA)
  - Spezies Sugarcane streak mosaic virus (SCSMV)
  - Spezies Triticum mosaic virus (ehem. Typus, TriMV)

- Genus Potyvirus (201 Spezies, Details siehe dort)

- Genus Roymovirus (2 Spezies)
  - Spezies Passiflora edulis symptomless virus (PeSV)
  - Spezies Rose yellow mosaic virus (ehem. Typus, RoYMV)

- Genus Rymovirus (3 Spezies)
  - Spezies Agropyron mosaic virus (AgMV)
  - Spezies Hordeum mosaic virus (HoMV)
  - Spezies Ryegrass mosaic virus (ehem. Typus, Raigrasmosaikvirus, RGMV)[8]

- Genus Tritimovirus (6 Spezies)
  - Spezies Wheat streak mosaic virus (ehem. Typus, WSMV)

- Genus unbestimmt (Vorschläge/unbestätigt, Auswahl)[9]
  - Spezies „Aconitum mosaic virus“
  - Spezies „Aconitum potyvirus 2“
  - Spezies „Iris potyvirus A“
  - Spezies „Iris potyvirus B“
  - Spezies „Longan witches broom-associated virus“ (LWBaV)
  - Spezies „Spartina mottle virus“ (SpMV)
  - Spezies „Thorn tree potyvirus“
  - Spezies „Trichosanthes potyvirus A“
  - Spezies „Tricyrtis virus Y“
  - Spezies „White clover potyvirus“

Die größte Gruppe der Potyviridae ist die Gattung Potyvirus, mit mehr als 100 Vertretern. Diese werden in der Natur durch Aphididae (Röhrenblattläuse) übertragen und besitzen eine Länge von 720 bis 850 nm.
Die Vertreter der Gattung Macluravirus sind 650–675 nm lang und werden ebenfalls durch Aphididae übertragen.
Die Pflanzenviren der Gattung Ipomovirus werden durch Weiße Fliegen übertragen und sind 750–950 nm lang.
Die Vertreter der Gattungen Tritimovirus und Rymovirus sind 680–750 nm lang und werden durch Wollgrasmilben übertragen. Die Gattungen Rymovirus und Potyvirus sind nah miteinander verwandt.
Die Viren der Gattung Bymovirus produzieren Viruspartikel (Virionen) in zwei verschiedenen Größen und werden durch Polymyxa graminis übertragen.

### Äußere Systematik
Koonin et al. haben 2015 die Potyviridae taxonomisch (aufgrund ihrer Verwandtschaft) einer von ihnen postulierten Supergruppe „Picornavirus-like superfamily“ zugeordnet.
Die Mitglieder dieser vorgeschlagenen Supergruppe gehören verschiedenen Gruppen der Baltimore-Klassifikation an, in der Regel handelt es sich um einzelsträngige RNA-Viren positiver Polarität ((+)ssRNA, Baltimore-Gruppe 4), es sind aber auch – wie die Birnaviridae – doppelsträngige Vertreter (mit dsRNA gekennzeichnet, Baltimore-Gruppe 3) zu finden.
Dieser Vorschlag ist inzwischen abgelöst durch die Master species List #35 des ICTV vom März 2020 Eine Gegenüberstellung der Kladogramme findet sich bei Picornavirales §ICTV Master Species List #35.